# Drena
Drena é uma comuna italiana da região do Trentino-Alto Ádige, província de Trento, com cerca de 454 habitantes. Estende-se por uma área de 8 km², tendo uma densidade populacional de 57 hab/km². Faz divisa com Dro, Cavedine, Arco e Villa Lagarina.